# Synagoga Lewka Lewkowicza w Łodzi
Synagoga Lewka Lewkowicza w Łodzi – prywatny dom modlitwy znajdujący się w Łodzi przy ulicy Podrzecznej 9.
Synagoga została zbudowana w 1891 roku z inicjatywy Lewka Lewkowicza. Podczas II wojny światowej została zdewastowana przez Niemców.